# エルステッド
エルステッド（英語: oersted、記号: Oe）は、CGS電磁単位系およびガウス単位系において一貫性のある磁場の強さ（磁界強度）の単位である。この名称は1820年に電流の磁気作用を発見したハンス・クリスティアン・エルステッドに由来する。

## 定義
電磁単位系とガウス単位系はともに3元系の量体系に基づいており、電磁気量の次元は力学量から組み立てられる。磁場の強度の次元は [力]1/2/[長さ]であり、力のCGS単位ダイン（dyn）と長さのCGS単位センチメートル（cm）から、エルステッドは一貫性のある単位として
Oe = dyn1/2/cm
で定義される。この定義の妥当性は、磁場の強さと直線電流とを関係付けるアンペールの法則により具体的に確認できる。

### 電磁単位系
電磁単位系（EMU）が基づく量体系において、直線電流 I の周囲で半径 a の位置に生じる磁場の強さは
{\displaystyle H={\frac {2I}{a}}}
で与えられる。電磁単位系における電流の単位 ビオ（Bi）と、長さのCGS単位センチメートル（cm）から、エルステッドは
Oe = Bi/cm
で表される。力のCGS単位ダイン（dyn）により、ビオが Bi = dyn1/2 で表されるので、エルステッドは Oe = dyn1/2/cm となる。
これらの関係式から
1Bi の直線電流から半径 2cm の位置に生じる磁場の強さが 1Oe である。

### ガウス単位系
ガウス単位系が基づく量体系においては、直線電流の周囲に生じる磁場の強さは
{\displaystyle H={\frac {2I}{ac}}}
で与えられる。ここで c は光速度である。ガウス単位系における電流の単位フランクリン毎秒（Fr/s）と、長さのCGS単位センチメートル（cm）、及び速度のCGS単位センチメートル毎秒（cm/s）から、エルステッドは
Oe = (Fr/s)/(cm cm/s) = Fr/cm2
で表される。力のCGS単位ダイン（dyn）により、フランクリンが Fr = dyn1/2 cm で表されるので、エルステッドは Oe = dyn1/2/cm となる。
これらの関係式から
2.99792458×1010 Fr/s の直線電流から半径 2cm の位置に生じる磁場の強さが 1Oe である。

## 単位の換算

### 国際単位系
国際単位系（SI）における磁場の強さの単位はアンペア毎メートル（A/m）である。国際量体系（ISQ）において、直線電流の周囲に生じる磁場の強さは
{\displaystyle H={\frac {I}{2\pi a}}}
で与えられる。
1Bi はおよそ 1.000×101 A に相当するので、1Oe はおよそ (1.000×103/4π)A/m ≈ 79.577 A/m に相当する。

### 静電単位系
静電単位系（ESU）が基づく量体系においては、直線電流の周囲に生じる磁場の強さが
{\displaystyle H={\frac {2I}{a}}}
で与えられる。量方程式は電磁単位系と同じであるが、静電単位系における電流の単位がフランクリン毎秒（Fr/s）であるため、一貫性のある磁場の強度の単位は Fr/(cm s) = dyn1/2/s であり、1 Oe に相当する磁場の強度は 2.99792458×1010 Fr/(cm s) である。

## その他の電磁気量の単位との関係
真空中では磁場の強さが1エルステッドのとき磁束密度は1ガウスとなるためCGS単位系ではこれらは同一のものとして扱えるが、物質中では一般的に磁場の強さと磁束密度は異なる。これは電場の強さと電束密度が異なることと同じで、実際にその場で観測される物理量である磁束密度はその場の物体に生じた磁化による影響も含むためである。具体的には、磁場の項にも書かれているように、磁束密度Bと磁場の強さHとの間には
{\displaystyle {\boldsymbol {B}}=\mu _{0}({\boldsymbol {H}}+{\boldsymbol {M}})}
という関係が成り立つ。これは物質が存在する場合の磁束密度は、物質が存在しないときの磁束密度（=μ0H）に、磁化された物質の作る磁束密度（=μ0M）が加算されたものと見なせる。なお、物質の磁化は必ずしも外部磁場の方向と一致しないベクトル量であるため、磁束密度と磁場の強さの方向は一般的には一致するとは言えない。物体の磁化が外部磁場にほぼ比例するような磁場領域では、MをHに比例するとして両者をまとめ、
{\displaystyle {\boldsymbol {B}}=\mu {\boldsymbol {H}}}
と表すことが可能であり、このときの比例係数μを透磁率と呼ぶ。
このように本来は磁場の強さの単位であるエルステッドと、磁束密度の単位であるガウスは異なる意味を持つものであるが、磁性体を扱った論文中などでもしばしば両者が混同されることがある。例えば印加した外部磁場に対してBを用いていたり（本来はH）、1/10000テスラを1エルステッドとしていたり（本来両者は異なる物理量を指す）、といった例が散見される。
| MKSA/SI      | 物理量       | 物理量 | emu      | esu/gauss  |                | MKSA/SI        | 物理量 | 物理量     | emu/gauss | esu |
| アンペア (A) | 電流         | I      | 10−1 Bi  | 10−1c      | ボルト (V)     | -              | -      | -          | -         |     |
| ボルト (V)   | 起電力・電位 | V      | 108      | 108/c      | アンペア (A)   | 起磁力・磁位   | Fm     | 10−1×4π Gb | 10−1×4πc  |     |
| オーム (Ω)   | 電気抵抗     | R      | 109      | 109/c2     | ジーメンス (S) | -              | -      | -          | -         |     |
| クーロン (C) | 電荷         | Q      | 10−1     | 10−1c Fr   | ウェーバ (Wb)  | 磁荷           | Qm     | 108/4π     | 108/4πc   |     |
| クーロン (C) | 電束         | ψ      | 10−1×4π  | 10−1×4πc   | ウェーバ (Wb)  | 磁束           | Φ      | 108 Mx     | 108/c     |     |
| ファラド (F) | 静電容量     | C      | 10−9     | 10−9c2     | ヘンリー (H)   | インダクタンス | L      | 109        | 109/c2    |     |
| V/m          | 電場         | E      | 106      | 106/c      | A/m            | 磁場           | H      | 10−3×4π Oe | 10−3×4πc  |     |
| V/m          | -            | -      | -        | -          | A/m            | 磁化           | M      | 10−3       | 10−3/c    |     |
| C/m2         | 電束密度     | D      | 10−5×4π  | 10−5×4πc   | テスラ (T)     | 磁束密度       | B      | 104 G      | 104/c     |     |
| C/m2         | 電気分極     | P      | 10−5     | 10−5×c     | テスラ (T)     | 磁気分極       | Pm     | 104/4π     | 104/4πc   |     |
| F/m          | 誘電率       | ε      | 10−11×4π | 10−11×4πc2 | H/m            | 透磁率         | μ      | 107/4π     | 107/4πc2  |     |
| 表の見方     |              |        |          |            |                |                |        |            |           |     |